# Batterie Pommern

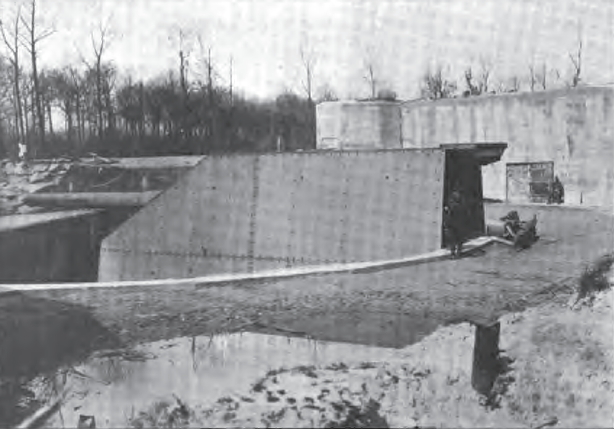
Batterie Pommern in Koekelare

Die Batterie Pommern war eine deutsche Geschützstellung im Ersten Weltkrieg im besetzten belgischen Koekelare. Sie bestand aus einer modifizierten Kanone vom Typ 38 cm SK L/45 „Max“ in einer betonierten Kreisbettung. Das Geschütz der Pommern-Batterie hatte ein geändertes Design im Vergleich zu den früheren deutschen 38-cm-Kanonen. Um eine höhere Reichweite zu erzielen, hatte der Hersteller Krupp den Ladungsraum vergrößert, so dass mit einer stärkeren Treibladung geschossen werden konnte. Mit dieser Modifikation betrug die Reichweite der Kanone etwa 50 km und reichte bis Dünkirchen.
Beim deutschen Rückzug 1918 wurde das Geschütz abgebaut und mit der Bahn Richtung Deutschland verlegt. Die Belgier fanden jedoch die Kanone auf dem Brüsseler Bahnhof und brachten sie zurück in die Geschützstellung, wo sie während der Zwischenkriegszeit als Denkmal diente. Die Geschützstellung selbst war beim Rückzug der Kaiserlichen Armee nicht gesprengt worden.
Heute befindet sich das Lange Max Museum neben der ehemaligen Batterie Pommern. Die Geschützstellung ist Teil des Museums.

## Bildergalerie

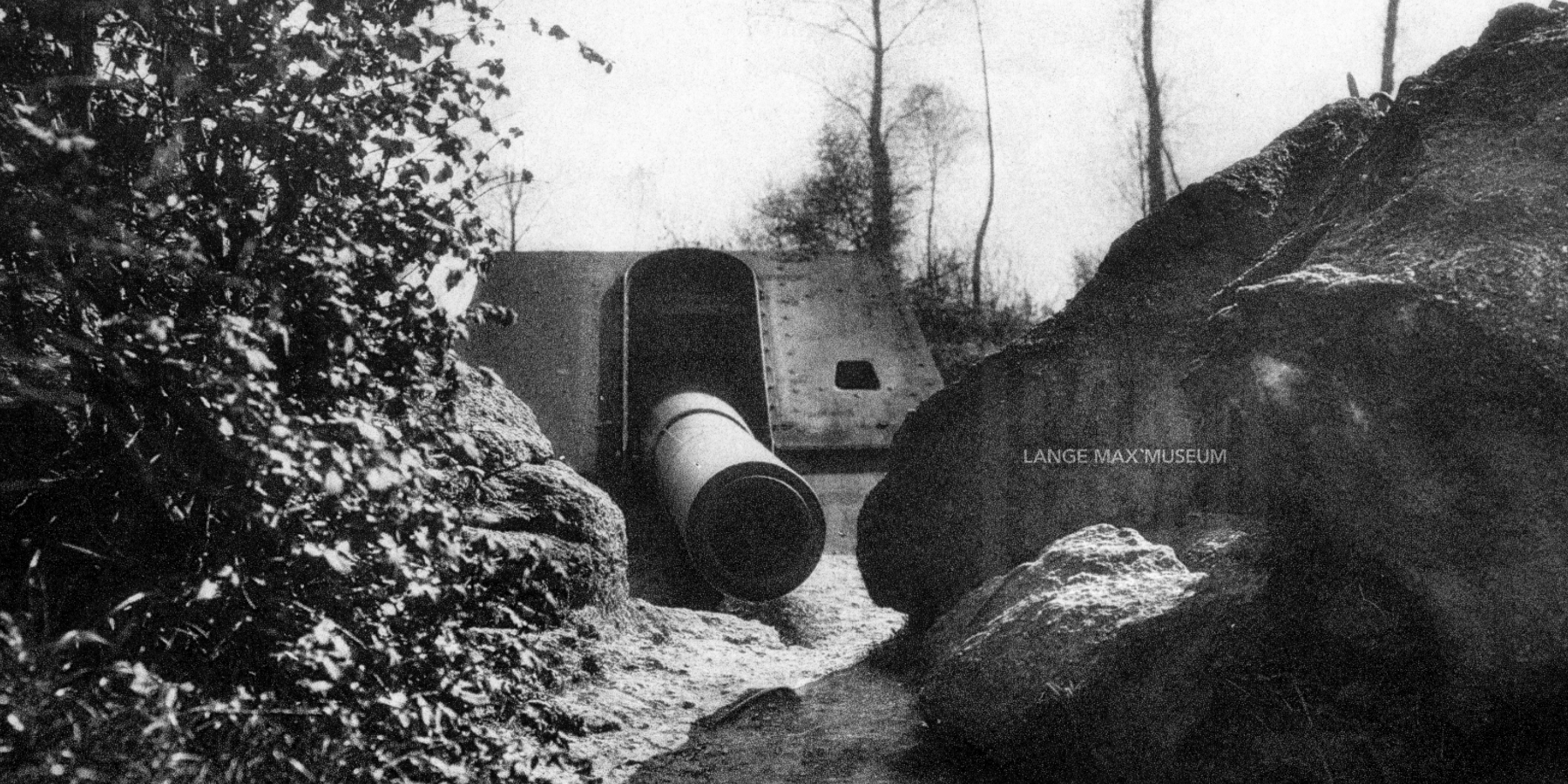
Langer Max in Koekelare
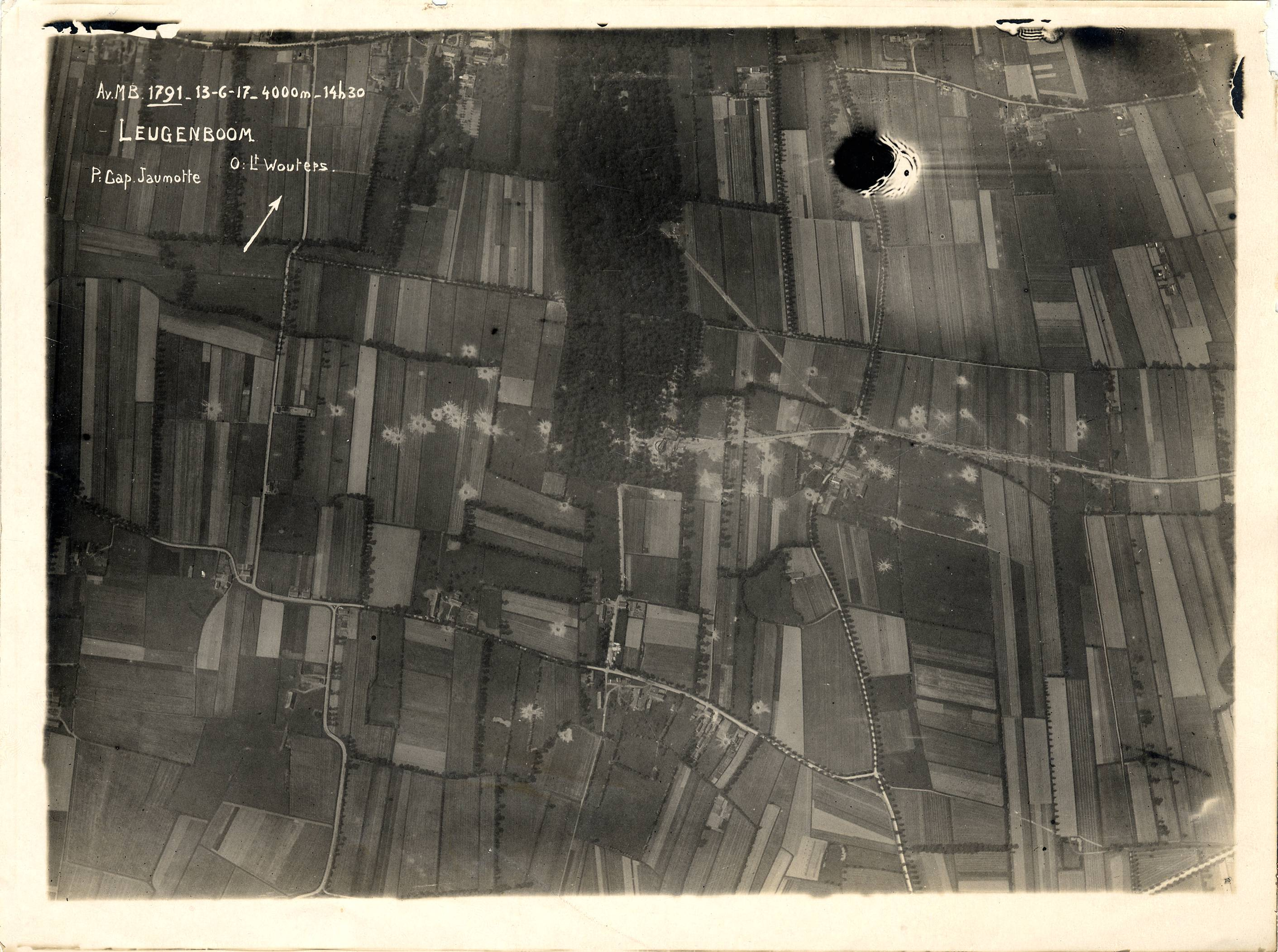
Batterie Pommern in Koekelare